# Lupo Solitario (librogame)
Lupo Solitario (Lone Wolf) è una serie di 31 librogame fantasy ideata da Joe Dever e inizialmente illustrata da Gary Chalk, che narra le avventure dell'omonimo personaggio. I librogame, usciti a partire dal 1984, hanno dato inizio alla saga di Lupo Solitario che comprende anche romanzi tradizionali, giochi e altre opere.

## Storia editoriale
Il primo libro della serie è stato pubblicato nel 1984 negli Stati Uniti e nel Regno Unito mentre in Italia nel 1985, edita dalle Edizioni EL. L'anno successivo I Signori delle Tenebre, il primo libro della serie, ha vinto il Premio selezione Bancarellino. La pubblicazione della serie in Italia si è fermata nel 1998 dopo 28 volumi. Il volume 29 nel 2015 è stato pubblicato in Italia, in anteprima mondiale, dalla Vincent Books. L'ultimo volume della serie, Morte nell'abisso, rimase inizialmente incompleto a causa della morte di Joe Dever nel 2016 ma venne poi completato dal figlio, Ben Dever, e da Vincent Lazzari, basandosi sulle indicazioni dell'autore nelle sue ultime settimane di vita; venne pubblicato nel novembre 2018.
Dever concesse l'autorizzazione alla libera pubblicazione e distribuzione online tramite internet di alcuni suoi librogame, tra cui l'intera serie di Lupo Solitario a Project Aon, sito creato da un gruppo di volontari appassionati.
Nell'edizione 2006 della manifestazione Lucca Comics & Games l'autore, ripresosi da una malattia, annunciò la conclusione della serie di librogame, che in origine dovevano essere 32, e l'uscita negli anni seguenti di un videogioco su Lupo Solitario (successivamente annullato), oltre alla rivisitazione di tutti i 28 volumi da lui stesso scritti con l'aggiunta di nuove parti e una narrazione più approfondita della storia. 
Un anno più tardi, durante lo stesso evento è stato presentato il nuovo numero uno della serie "Expanded", che ha mantenuto il titolo originale, I Signori delle Tenebre, sempre edito dalle Edizioni EL. Nei mesi seguenti, successivi alle ristampe pubblicate dalla Mongoose Publishing sul mercato inglese, continuarono a essere pubblicati anche in Italia i volumi della "Expanded edition", che si è fermata dopo la quarta uscita. Le pubblicazioni sono ricominciate da zero con Vincent Books, che ha avviato una nuova Deluxe Edition cartonata a partire dal primo volume, per rilasciare, poi, anche i primi due inediti. Nelle nuove edizioni vengono anche ripristinati i nomi originali (cavalieri Kai invece di Ramas).
Il suono del termine "Kai" non piacque inizialmente a Giulio Lughi, responsabile dell'adattamento EL; nel suo primo intervento a Lucca Comics nel 2006, Joe Dever affermò che venne considerato po' troppo simile all'onomatopea usata in italiano per i guaiti di un cane. La EL adottò quindi il termine "Ramas" prendendolo dalle rovine del tempio in cui Lupo Solitario incontra Banedon nel primo libro (originariamente Raumas), che venne a sua volta rinominato in Tamanto.

## Trama
(presentazione della serie)
Il mondo di Magnamund è un pianeta nell'universo di Aon. Questo mondo è al centro di una battaglia tra le forze del Bene, tra cui il dio Ramas (in originale Kai, il Dio del Sole) e la dea Ishir (Dea della Luna), e le forze dell'Oscurità, il dio del male Naar e i suoi servitori, i Signori delle Tenebre.
Nel Nord-est del continente settentrionale del Magnamund è situato il Regno di Sommerlund. I suoi abitanti, i Sommerliani (Sommlending), sono fedeli seguaci del dio Ramas. Tra questi ci sono i Cavalieri Ramas (Kai Lords), un ordine di guerrieri in possesso di straordinarie abilità: le arti Ramas. Tali peculiarità che spaziano da un'elevata abilità nell'uso delle armi a particolari poteri psichici e possono arrivare, per esempio, alla conoscenza di ogni lingua del Magnamund, controllo sugli animali e l'invisibilità agli occhi dei propri nemici, aumentano con l'esperienza. Allenati sin dall'infanzia nel monastero Ramas (Kai Monastery), i Cavalieri rappresentano la migliore difesa contro gli agenti di Naar.
I campioni di Naar nel Magnamund sono i Signori delle Tenebre (Darklords), che abitano nei desolati territori delle Terre Oscure, a ovest di Sommerlund. Questo regno, inospitale per la maggior parte degli esseri viventi, permette ai Signori delle Tenebre di sopravvivere su Magnamund: anche se potenti, infatti, essi subiscono l'influenza della naturale atmosfera di questo mondo, che li indebolisce molto.
I Signori delle Tenebre in guerra si affidano alle forze di guerrieri Drakkar (umanoidi devoti a Naar), Giak (creature simili a Goblin lanciate a orde contro il nemico, utilizzati sia come esercito che come fonte di nutrimento) e numerose altre creature, e sono serviti da agenti come i Vordak (non-morti con poteri psichici) e gli Helghast (non-morti in grado di cambiare le proprie sembianze), oltre ai terribili Nadziranim, potenti stregoni che dominano la magia nera, e i Gourgaz (rettili simili a un misto tra lucertole e coccodrilli).
Lupo Silenzioso è uno dei giovani iniziati che sono istruiti per diventare Cavalieri al monastero Ramas. Nel giorno della Festa di Fendar (nei successivi romanzi, verrà chiamata Festa di Fehmarn), quando tutti i Cavalieri Ramas sono riuniti al monastero, Lupo Silenzioso viene mandato a tagliare legna nei dintorni come punizione per la sua disattenzione durante le lezioni. Mentre è lontano i Signori delle Tenebre lanciano un attacco a sorpresa in diversi luoghi di Sommerlund. Il monastero viene preso d'assalto e tutti i Cavalieri Ramas massacrati. Di ritorno dai boschi, al comprendere di essere l'unico sopravvissuto, Lupo Silenzioso decise di cambiare nome in Lupo Solitario e si dirige verso la capitale di Sommerlund per informare il Re della scomparsa dei Ramas.
Il secondo librogame, Traversata Infernale, prosegue con il viaggio di Lupo Solitario fino a Durenor, una nazione alleata di Sommerlund, per chiedere aiuto e recuperare un prezioso artefatto noto come Spada del Sole (Sommerswerd in originale), e poi respingere successivamente l'invasione. Successivamente nel terzo librogame deve catturare il traditore che ha supportato l'invasione, il mago Vonatar. Nel quarto libro deve fermare il tentativo di far risorgere il più potente Signore delle
Tenebre, Vashna.
Alla fine della prima parte della serie Lupo Solitario recupera il Libro del Ramastan (Book of the Magnakai in originale) l'antico testo che contiene i più grandi segreti del sapere dei Cavalieri Ramas. Col massacro dei Ramas e Lupo Solitario come unico iniziato, questi insegnamenti erano inizialmente ritenuti persi per sempre.
La serie del Ramastan continua la storia, con Lupo Solitario che, ora Maestro Ramas, si sforza di far suoi gli insegnamenti Ramastan. Il Libro, tuttavia, è antico e incompleto e per perfezionare le sue conoscenze e restaurare un nuovo ordine di Cavalieri Ramas Lupo Solitario deve intraprendere il percorso di Aquila del Sole, primo Cavaliere Ramas e autore del Libro del Ramastan. Aquila del Sole viaggiò alla ricerca delle Pietre della Sapienza, sette sfere simili a cristalli sparse per tutto il Magnamund settentrionale, create da Nyxator (un grande dragone e fedele servitore del dio Ramas) prima di essere ucciso da Agarash il Dannato (altro grande e potente drago, servitore però di Naar, che un tempo conquistò tutto il Magnamund, prima di essere sconfitto dai Maghi Antichi). Mentre Lupo Solitario sta per intraprendere la stessa impresa, però, la guerra scoppia ancora una volta. I Signori delle Tenebre si sono di nuovo riuniti al seguito di un unico leader, il Signore delle Tenebre Gnaag, e ora tentano di impedire la ricerca del Ramastan, comincia la Guerra Totale del Nord Magnamund. Lupo Solitario prosegue la sua avventura attraverso reami dilaniati dalla guerra e nel Daziarn, un'altra dimensione, e alla fine penetra ad Helgedad (nome in lingua Giak che significa "Città Nera"), la capitale delle Terre Oscure per completare la distruzione dei Signori delle Tenebre.
Nella serie successiva Lupo Solitario è un Grande Maestro Ramas ed è introdotto il rinnovato ordine dei Cavalieri Ramas. Con la distruzione dei Signori delle Tenebre, Naar e i suoi agenti abbandonano la guerra aperta e cercano nuove strade per ottenere il dominio, spesso incentrato direttamente su Lupo Solitario ritenuto la chiave di volta che ha spostato l'equilibrio in favore delle forze del bene e la cui sconfitta potrebbe alterarlo di nuovo in favore delle forze del male.
L'ultima serie, quella del Nuovo Ordine, ha un nuovo protagonista: un Grande Maestro del Secondo Ordine dei Ramas e studente di Lupo Solitario, che ora è Maestro Supremo. La maggior parte della serie è incentrata sui tentativi dei seguaci di Naar di usare ciò che rimane del potere di Agarash il Dannato, il più grande campione di Naar e predecessore dei Signori delle Tenebre. L'ambientazione è ora quella del Magnamund meridionale, dove sorgeva l'impero di Agarash.

## Elenco dei libri
| Sottoserie                                       | Titolo                               | Titolo originale           | Edizione originale |
| ------------------------------------------------ | ------------------------------------ | -------------------------- | ------------------ |
| Serie Ramas (Kai series)                         | 1. I Signori delle Tenebre           | Flight from the Dark       | 1984               |
| Serie Ramas (Kai series)                         | 2. Traversata infernale              | Fire on the Water          | 1984               |
| Serie Ramas (Kai series)                         | 3. Negli abissi di Kaltenland        | The Caverns of Kalte       | 1984               |
| Serie Ramas (Kai series)                         | 4. L'altare del sacrificio           | The Chasm of Doom          | 1985               |
| Serie Ramas (Kai series)                         | 5. Ombre sulla sabbia                | Shadow on the Sand         | 1985               |
| Serie Ramastan (Magnakai series)                 | 6. Nel regno del terrore             | The Kingdoms of Terror     | 1985               |
| Serie Ramastan (Magnakai series)                 | 7. Il castello della morte           | Castle Death               | 1986               |
| Serie Ramastan (Magnakai series)                 | 8. La giungla degli orrori           | The Jungle of Horrors      | 1987               |
| Serie Ramastan (Magnakai series)                 | 9. L'antro della paura               | The Cauldron of Fear       | 1987               |
| Serie Ramastan (Magnakai series)                 | 10. Le segrete di Torgar             | The Dungeons of Torgar     | 1987               |
| Serie Ramastan (Magnakai series)                 | 11. I prigionieri del tempo          | The Prisoners of Time      | 1987               |
| Serie Ramastan (Magnakai series)                 | 12. Scontro mortale                  | The Masters of Darkness    | 1988               |
| Serie Grande Maestro Ramas (Grand Master series) | 13. Contagio mortale                 | The Plague Lords of Ruel   | 1991               |
| Serie Grande Maestro Ramas (Grand Master series) | 14. Il prigioniero di Kaag           | The Captives of Kaag       | 1991               |
| Serie Grande Maestro Ramas (Grand Master series) | 15. La crociata della morte          | The Darke Crusade          | 1991               |
| Serie Grande Maestro Ramas (Grand Master series) | 16. Il ritorno di Vashna             | The Legacy of Vashna       | 1991               |
| Serie Grande Maestro Ramas (Grand Master series) | 17. Il Signore di Ixia               | The Deathlord of Ixia      | 1991               |
| Serie Grande Maestro Ramas (Grand Master series) | 18. L'alba dei dragoni               | Dawn of the Dragons        | 1992               |
| Serie Grande Maestro Ramas (Grand Master series) | 19. Il Destino del Lupo              | Wolf's Bane                | 1993               |
| Serie Grande Maestro Ramas (Grand Master series) | 20. L'ira di Naar                    | The Curse of Naar          | 1993               |
| Serie Nuovo Ordine (New Order series)            | 21. Il viaggio della pietra di luna  | Voyage of the Moonstone    | 1994               |
| Serie Nuovo Ordine (New Order series)            | 22. I bucanieri di Shadaki           | The Buccaneers of Shadaki  | 1994               |
| Serie Nuovo Ordine (New Order series)            | 23. L'eroe di Mydnight               | Mydnight's Hero            | 1995               |
| Serie Nuovo Ordine (New Order series)            | 24. Runa di guerra                   | Rune War                   | 1995               |
| Serie Nuovo Ordine (New Order series)            | 25. Il sentiero del lupo             | Trail of the Wolf          | 1997               |
| Serie Nuovo Ordine (New Order series)            | 26. La montagna insanguinata         | The Fall of Blood Mountain | 1997               |
| Serie Nuovo Ordine (New Order series)            | 27. L'artiglio di Naar               | Vampirium                  | 1998               |
| Serie Nuovo Ordine (New Order series)            | 28. La vendetta di Sejanoz           | The Hunger of Sejanoz      | 1998               |
| Serie Nuovo Ordine (New Order series)            | 29. Le tempeste del Chai             | The Storms of Chai         | 2015               |
| Serie Nuovo Ordine (New Order series)            | 30. Morte nell'abisso                | Dead in the Deep           | 2018               |
| Serie Nuovo Ordine (New Order series)            | 31. Il crepuscolo della notte eterna | The Dusk of Eternal Night  | 2021               |
| Serie Nuovo Ordine (New Order series)            | 32. La Luce dei Kai                  | Light of the Kai           |                    |